# Great Tower Street

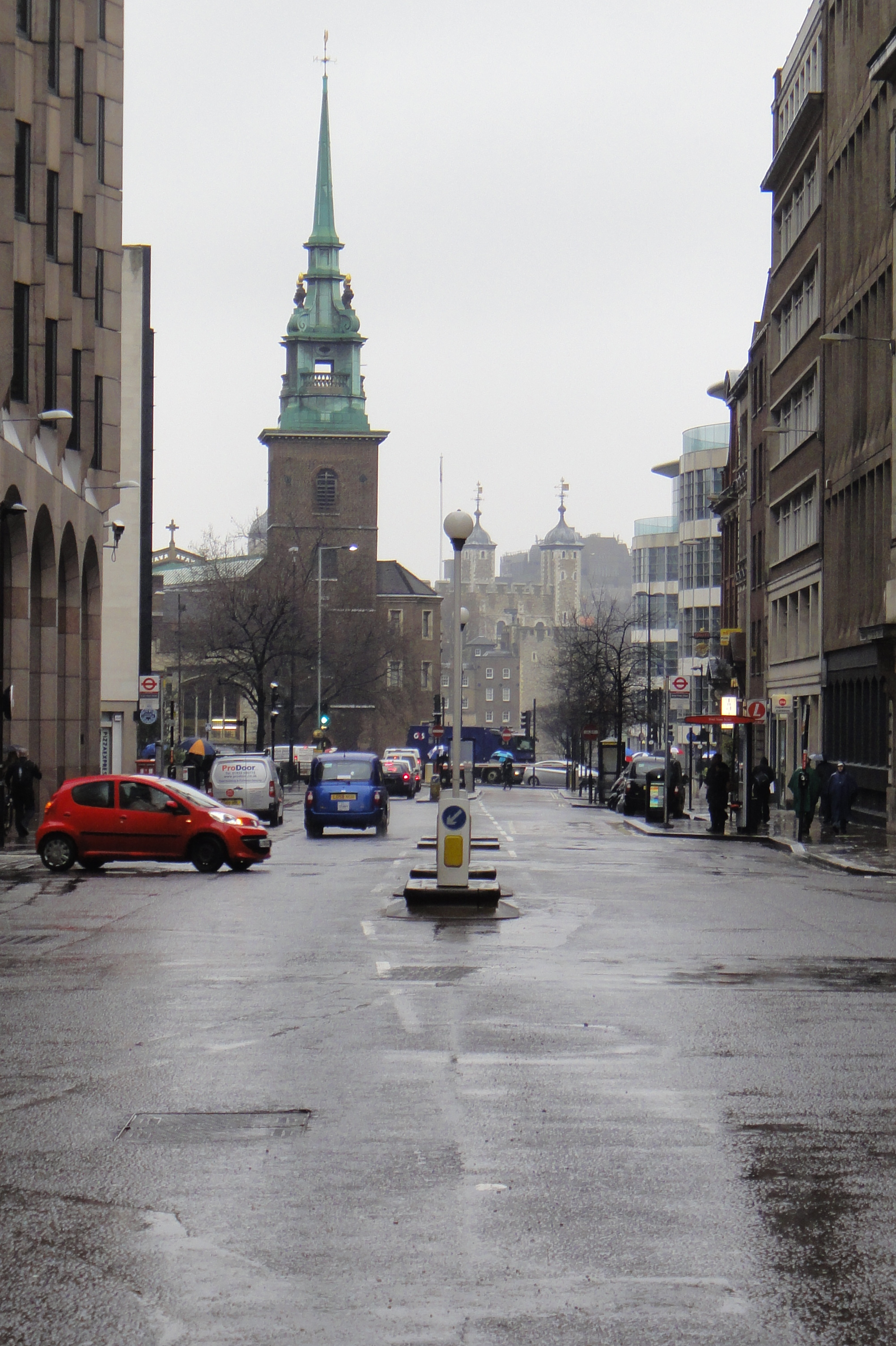
Great Tower Street, en direction de All Hallows-by-the-Tower et de la Tour de Londres.

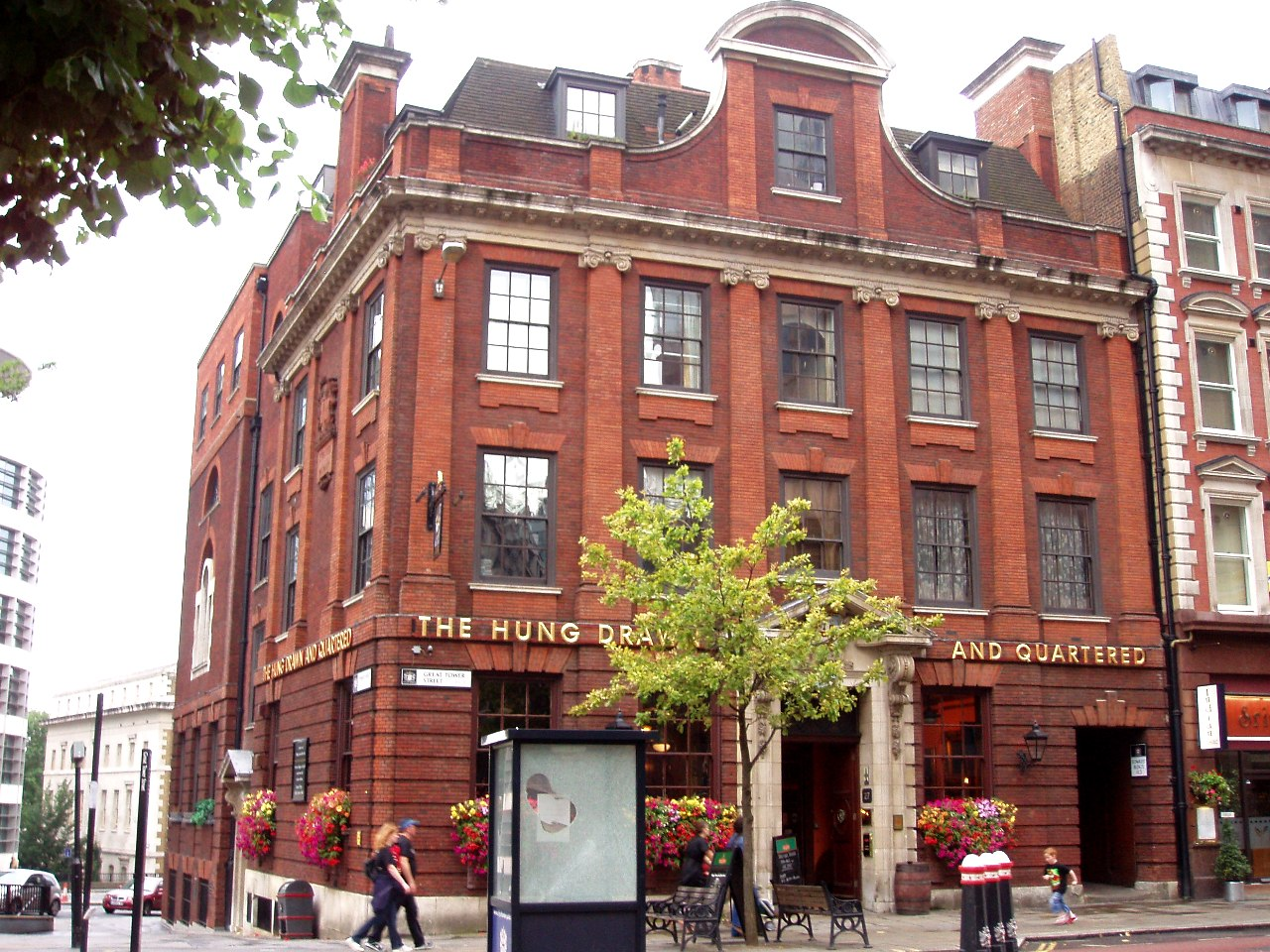
Le Hung Drawn and Quartered, un pub traditionnel sur Great Tower Street. Le nom fait allusion au sort des traîtres qui étaient pendus, écartelés et dépecés à proximité de Tower Hill.

Great Tower Street, à l'origine connue sous le nom de Tower Street, est une rue de la Cité de Londres, le noyau historique et le centre financier moderne de Londres, en Angleterre. Il forme une continuation orientale d'Eastcheap à partir d'Idol Lane et mène vers Byward Street et Tower Hill. Sur Byward Street, en face de Great Tower Street, se trouve l'église historique All Hallows-by-the-Tower.
Au numéro 48 se trouvait autrefois un pub appelé le Czar's Head, ainsi nommé parce que Pierre le Grand y buvait lorsqu'il apprenait la construction navale à Deptford. Quelque part sur Tower Street, en 1688, Edward Lloyd a ouvert le Lloyd's Coffee House, où le marché de l'assurance Lloyd's of London est créé. En 1691, Lloyd déménage sa boutique dans la rue Lombard voisine ; aujourd'hui, Lloyd's est basé sur Lime Street.
Avant les changements de limites des wards en 2003, Great Tower Street formait le centre du quartier de Tower. Aujourd'hui, la rue se situe principalement dans le quartier de Billingsgate, mais une courte partie de l'extrémité la plus à l'est de la rue se trouve toujours dans le quartier de Tower.
Great Tower Street abrite un certain nombre de restaurants et de bureaux, notamment l'entrée sud du n° 3 Minster Court et Plantation Place South.
La rue faisait partie du parcours du marathon des Jeux olympiques et paralympiques de 2012. Le marathon olympique féminin a eu lieu le 5 août et le marathon masculin le 12 août. Les marathons paralympiques ont eu lieu le 9 septembre,.
Les stations de métro de Londres les plus proches sont Bank and Monument et Tower Hill. La gare principale la plus proche est Fenchurch Street.